# 酷我音乐
酷我音乐是一个中国音乐平台，成立于2005年8月。

## 历史
2005年8月1日由百度创始人之一雷鸣与怀奇正式成立。
2014年4月酷狗音乐和酷我音乐合并，成立海洋音乐集团（后称中国音乐集团，简称“CMC”）。
2016年7月QQ音乐与中国音乐集团合并，成立腾讯音乐娱乐集团。